# The Black Angels

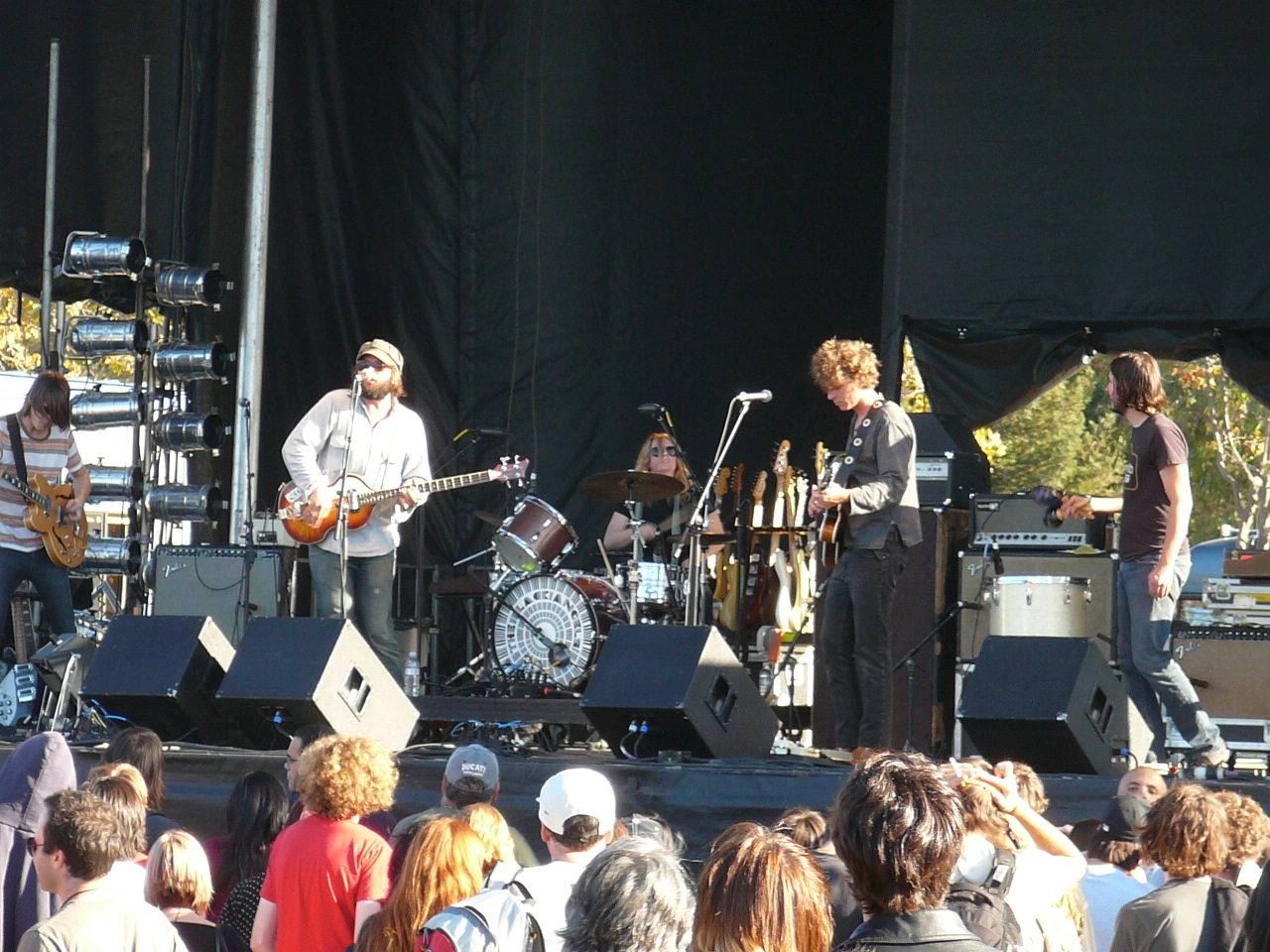
The Black Angels in 2007

The Black Angels is een psychedelische-rockband uit Austin, opgericht in mei 2004. Hun naam komt van het Velvet Underground nummer "The Black Angel's Death Song".
Het debuutalbum van de groep, Passover, werd over het algemeen goed ontvangen in de alternatieve-rockgemeenschap en werd getekend door zijn donkere geluiden en lyrische inhoud. Passover omvat een quote van Edvard Munch; "Illness, insanity, and death are the black angels that kept watch over my cradle and accompanied me all my life."
Het tweede album, Directions to See a Ghost, kwam uit in de lente van 2008. In 2010 verscheen het sterke album Phosphene Dream en in 2011 werd ter gelegenheid van de Record Store Day een Another Nice Pair uitgebracht, een lp op rode vinyl met de eerste twee ep's van de band.